# Comedievognen
Comedievognen er et af Danmarks ældste eksisterende børne- og ungdomsteatre. Det blev grundlagt i 1968 af Benny E. Andersen som et alternativ til Skolescenen hvor børn og unge kom i teatret stort set på voksenforestillingernes præmisser.
Comedievognen blev et af de første alternative teatertilbud til skoler, børnehaver og biblioteker – med tilbud om at vise vedkommende teater for børn og unge ude i de institutioner børnene færdes i. Siden blomstrede flere danske børne- og ungdomsteatre frem og der opstod gennem 70'erne og 80'erne et enestående fagligt samarbejde teatrene imellem i forsøg på at dygtiggøre skuespillere, instruktører, dramatikere m.fl. til den krævende disciplin det er at spille teater for børn- og unge. Et samarbejde der i høj grad har højnet kvaliteten af dansk børneteater. Fra 90'erne frem til i dag regnes dansk børne- og ungdomsteatre i internationale sammenhænge for 'verdens bedste børne- og ungdomsteater'.
I dag er Comedievognen befolket med både unge og gamle skuespillere og producerer forestillinger der ofte indeholder humor, komik, musik, poesi, et indblik i børn- og unges situationer og forståelse for tidens 'sprog'. Teatret har i dag ingen egen scene men holder til på Refshalevej på Amager, hvorfra det turnérer på 45. år over hele landet og i udlandet med sine forestillinger.
55°41′41″N 12°36′46″Ø / 55.69483°N 12.61271°Ø